# Xã Dunkard, Quận Greene, Pennsylvania
Xã Dunkard (tiếng Anh: Dunkard Township) là một xã thuộc quận Greene, tiểu bang Pennsylvania, Hoa Kỳ. Năm 2010, dân số của xã này là 2.372 người.